# Achalinus ater
Achalinus ater es una especie de serpiente de la familia Xenodermatidae. Se encuentra en China y Vietnam.